# Estelí
La Villa de San Antonio de Pavia de Estelí, o simplemente Estelí, es un municipio y una ciudad de la República de Nicaragua, cabecera del departamento de Estelí. En la parte montañosa occidental de Nicaragua. Es la tercera ciudad más grande de Nicaragua y está ubicada sobre la Carretera Panamericana.
La ciudad de Estelí es conocida como Diamante de las Segovias, nombre que creara Óscar Corea Molina en su programa de radio «El Trampolín 43» en radio Ondas Segovianas en el año 1960.

## Etimología
El nombre de Estelí tiene varias interpretaciones.
Los argumentos para una supuesta relación con un sitio en España son: primero, que hay un pueblo con el nombre de «Esteli» (sin acento) en Asturias, España. Además, existe otro pueblo, más famoso aún, nombrado Estella en Navarra.

## Geografía
Estelí se encuentra ubicado a una distancia de 147 kilómetros de la capital de Managua y 110 kilómetros sobre la frontera de El Espino que es el punto fronterizo más cercano con Honduras, se conecta a través de la carretera Panamericana con el occidente y septentrión de Nicaragua.
- Altitud: 844 m s. n. m.
- Superficie: 795.7 km²
- Latitud: 13° 4′ 60″ N
- Longitud: 86° 21′ 0″ O.

### Límites
Limita al norte con el municipio de Condega, al sur con los municipios de La Trinidad, San Nicolás y El Sauce, al este con los municipios de San Sebastián de Yalí y La Concordia y al oeste con los municipios de Achuapa y San Juan de Limay.

### Hidrografía
El río principal que cruza al municipio es el Estelí que forma el Salto de la Estanzuela.
El río Estelí a su paso por la ciudad ha desaparecido, por su alto nivel de contaminación y la deforestación de sus cuencas y de su ribera. Organismos gubernamentales y civiles han implementado un plan de manejo de aguas negras y reforestación para tratar de estabilizar la contaminación del río, sin embargo, no ha recuperado su curso y solo en temporadas de lluvia vuelve a crecer, causando inundaciones en las poblaciones cercanas a él.
El río cuenta con un gran sentido histórico indígena pues en su cabecera se encuentra gran cantidad de piedras de origen volcánico con figuras en bajorrelieve de los elementos de la naturaleza y los puntos cardinales que reflejan rasgos de su cosmovisión.

### Geomorfología
El valle de Estelí es parte de un gran complejo volcánico tipo fisura, que consta de diferentes respiraderos. Se cree que la última erupción de este complejo volcánico fue en el Holoceno.

### Orografía
El municipio posee una topografía ondulada, con montañas y algunas mesetas de elevada altura (Tisey con 1550 m s. n. m. y Tomabú con 1445 m s. n. m.). Flujo de formación geológica del terciario en los alrededores de la Montañita. Talud de suelos coluviales Sus suelos, por lo general oxisoles de poca vocación agrícola, lo ocupan bosques de coníferas y latifoliadas como pino, roble, cedro – Cedrela y Carapa, caoba o genízaro.

## Historia
Según los historiadores la ciudad ha tenido tres asentamientos, en la región arqueológica de las Pintadas, a orillas del río Agüesgüespala y del valle de Michigüiste.
A principios de siglo XVI la habitaban los sumos o mayangnas, los matagalpas, los nahuas y los chorotegas, que dirigían caciques como Mixcoatl (hombre de las mil batallas). A principios de 1654, piratas ingleses ocuparon Ciudad Antigua en Nueva Segovia y los colonos españoles se vieron obligados a dejar sus tierras surgiendo así Estelí, Condega y Pueblo Nuevo.
Hacia el 13 de junio de 1685, los españoles llegados de Ciudad Antigua desalojan a los habitantes y fundan la Villa de San Antonio de los Esterillas. Dicho asentamiento se conoce también como Villa Vieja, denominándose posteriormente Villa de San Antonio de Estelí, cuando se trasladaron al valle de Michigüiste a orillas del actual Río Estelí huyendo de los piratas ingleses y de los indios xicaques. Adoptan entonces el nombre de Villa de Estelí, estableciéndose en ese lugar hasta la actualidad.
En las afueras de la ciudad, se encuentran los vestigios de lo que fue la ermita de la villa en la época colonial, la que visitó el Obispo Pedro Agustín Morell de Santa Cruz (1752), expresando que su fundación fue por españoles, mestizos y mulatos vecinos de Nueva Segovia. La villa estaba poblada mayoritariamente de mestizos que trabajaban en las haciendas. A pesar de que la legislación de aquel tiempo les permitía construir haciendas, no las llegaron a constituir, pero sí los españoles, porque no estaban sujetos a la legislación.

### El traslado al llano de Michigüiste
A comienzo del siglo XIX, el 11 de marzo de 1823, se gestiona con las autoridades de León, de la que dependía Estelí en aquel entonces, el traslado del poblado por los ataques de los matagalpas, la abundancia de fieras que atacaban al ganado y a la poca productividad de las tierras. El lugar elegido para la nueva ubicación fue el llano de Michigüiste, que pertenecía a la capellanía de San Diego del Guarumo o Guaruma desde 1772. El traslado se efectuó en las tierras que donaron los dueños de la capellanía que fueron unas 128 manzanas al lado del río, que entonces recibía el nombre de Río Grande. En esos momentos se definió la estructura urbana ubicando la plaza mayor, la catedral (en aquel tiempo una parroquia) y el cabildo. El síndico Don Leandro Lanuza pidió al alcalde de la villa que:

se traslade esta villa al llano de Michigüiste y desocupemos este lugar donde habitamos pocos vecinos, por lo insalutifero e incomodo ya corren dos años y no se ha verificado la traslación, hallándonos sin iglesia con sólo unas pocas casas bastantes deterioradas.
Orient Bolívar Juárez

### La creación del departamento y categoría de ciudad
La villa de Estelí pertenecía a la jurisdicción de León pero, en 1821, pasó a depender de la ciudad de Matagalpa antes de que se constituyera la jurisdicción propia, aunque ya en 1788 se había propuesto la creación de un partido de Estelí con su distrito de haciendas. En 1795 la villa se incluye en la subdelegación de Nueva Segovia.
El 8 de diciembre de 1891 durante el gobierno del Presidente Roberto Sacasa, se crea el departamento de Estelí y se asciende a la villa al grado de ciudad. Sin embargo, pierde la cabecera departamental el 9 de octubre de 1897 por haber participado en un levantamiento contra el gobierno del General José Santos Zelaya. La recupera el 1 de marzo de 1900, aunque en la práctica fue el 26 de febrero de 1898 aun cuando la ley inicial 1 fue el 26 de febrero de 1898.

### En elsigloXX
A principios del siglo XX, Estelí ya era próspera y crecía rápidamente. En 1910 había 66 fincas de café en el departamento y a mediados de ese siglo el número de cafetales ya era de 369, aunque al año siguiente (1958) sólo había 14 posiblemente por una concentración en las propiedades grandes. En 1917 se inaugura el alumbrado público, que era de keroseno, y en 1922 llega el primer vehículo. En 1944 se realiza la construcción de la carretera panamericana, lo que revoluciona las comunicaciones de la ciudad y de todo el departamento y da un tremendo impulso a la economía, que sigue creciendo con el establecimiento de los primeros bancos y sociedades financieras. En los 60 empieza el cultivo de tabaco de la mano de empresarios cubanos exiliados que traen semillas desde la isla, e inician una agroindustria que prevalece hasta hoy. Para 1970, Estelí sobresalió por su potente equipo de pelota (béisbol) en el que sobresalían figuras de la talla de Porfirio Altamirano (que luego militó en los Chicago Cubs y los Philadelphia Phillies de las Grandes Ligas), Albert Williams (que llegó a las grandes ligas con los Minnesota Twins), Douglas Moody, Delver Torres, Howard Omier, Victor Filippini, César Jarquín, Vicente López, Alberto Chavarría y otros destacados jugadores.
Estelí se alzó contra la dictadura somocista en septiembre de 1978. La lucha duró una semana y enfrentó a la Guardia Nacional del dictador y a una columna del FSLN junto con un grupo de combatientes populares. La población de la ciudad, haciendo honor a su historia, participó activamente en los combates mediante la erección de barricadas en las vías. La ciudad resultó bombardeada, pero la organización de la población hizo que mantuviera su posición al frente durante 13 días. En la Semana Santa de 1979 se produjo la segunda insurrección contra el régimen de Somoza. Una columna del FSLN entra en la ciudad el domingo 8 de abril bajo las órdenes del Comandante Francisco Rivera (El Zorro) y su lugarteniente, Juan Alberto Blandón (Froylán). La ocupación dura hasta el día 13 de abril, cuando el ejército del dictador rodea a la ciudad con más de 2000 hombres y abundante material de guerra incluida la aviación. En esos combates Blandón perdió la vida. La retirada contó con la colaboración de más de un millar de estelianos. Hombres, mujeres, y niños, en compañía de los guerrilleros, lo cual fue un exilio masivo de los pobladores.

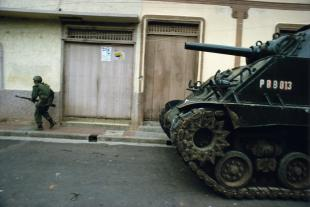
Insurrección de Estelí, en donde tropas de la Guardia Nacional se enfrentaron contra los rebeldes sandinistas.

En los bombardeos durante la dictadura de Somoza, Estelí perdió parte de su centro histórico, incluyendo edificios tales como el Ayuntamiento o Palacio Municipal, el teatro Montenegro, el centro de Obreros, la Cruz Roja y otros que habían adornado a la ciudad por décadas. Más de cinco mil personas murieron en Estelí durante la guerra. En julio de 1979 se produjo el triunfo de la revolución. El día 16 las tropas libertarias tomaron la ciudad y el 19 quedó derrotada la dictadura a nivel nacional.
Los cambios revolucionarios ayudaron al avance de la ciudad. Los ataques de la contra revolución durante la guerra civil en los años 1980 paralizaron el avance y recuperación de la ciudad hasta la llegada del gobierno de Violeta Barrios de Chamorro. El comercio, severamente dañado en la Revolución, resurgió poco a poco. Así, renació el auge de la industria del tabaco, que atrajo nuevamente a inversionistas nacionales y extranjeros que hicieron renacer los famosos puros estelianos.

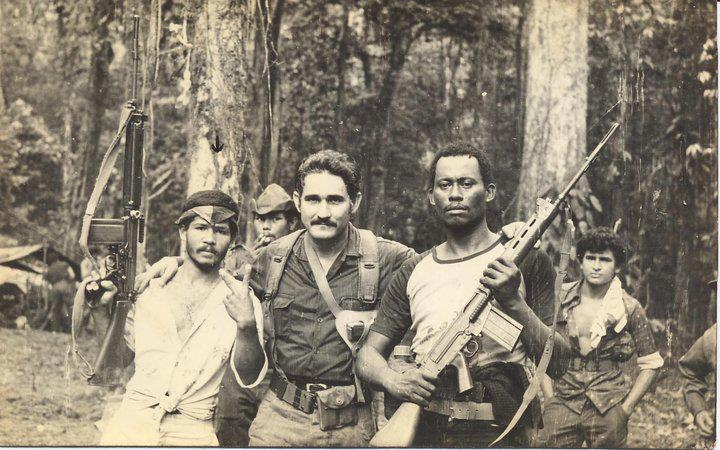
Pedrito El Hondureño, quien asoló la ciudad de Estelí y provocó el evento más significativo y trágico, pocos años después del fin de la guerra.

Un episodio trágico de Estelí fue la toma de la ciudad a las 3 de la tarde un 21 de julio de 1993 por un grupo de 150 hombres rearmados en el Frente Revolucionario Obrero y Campesino (FROC), bajo el mando del exmayor del Ejército Popular Sandinista, Víctor Manuel Gallegos (Pedrito El Hondureño), quienes planteaban una serie de demandas, entre ellas: el financiamiento a los pequeños y medianos productores agrícolas, el acceso a la salud, la creación de fuentes de empleo, la no privatización de la educación, la legalización de las propiedades entregadas por el gobierno anterior, priorizando las de los retirados de las fuerzas armadas. Hacían también otras reivindicaciones propias de los retirados.
Los medios de comunicación y distintas personalidades hicieron un llamado de emergencia al Centro Nicaragüense de Derechos Humanos (CENIDH) para la mediación pacífica y evitar el derramamiento de sangre; mientras se informaba que el Ejército Popular Sandinista había enviado tropas para establecer el orden nuevamente en la ciudad, mientras las comunicaciones estaban suspendidas y la población recogía agua potable ya que los servicios básicos serían suspendidos durante la operación militar. Las diferentes organizaciones hacían un llamado al diálogo y a la creación de una comisión para resolver las demandas, cosas que fueron rechazadas por el ejército quienes estaban dispuestos a controlar la situación por la fuerza.
El comando de rearmados detuvieron el tráfico por la carretera panamericana, se tomaron las instalaciones de la policía nacional, en donde hubo forcejeo con las fuerzas del orden resultando 1 muerto y dos heridos, la calle de los bancos en donde ingresaron por la fuerza y saquearon tres bancos, entre ellos el Banco Nacional del Desarrollo, el Banco Nicaragüense y el Banco Central. Cabe destacar la toma del Parque Central y el Hospital Alejandro Dávila Bolaños, durante dos días hubo tensos combates entre el ejército y el grupo de combatientes. La mañana del 22 de julio una comisión conformada por distintas personalidades entre Mons. Abelardo Mata, representantes del CEPAD y la Cruz Roja, dialogaron para atender las demandas de los insurgentes quienes recibirían amnistía por parte del poder ejecutivo, sin embargo fueron detenidos y golpeados por las autoridades policiales, al final resultaron 48 personas muertas entre policías, militares, insurgentes y civiles.

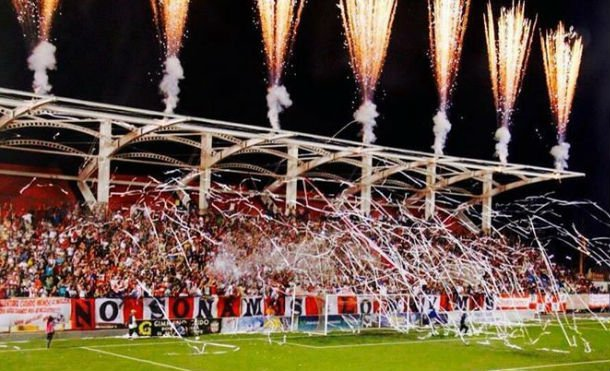
La Barra Kamikaze es la barra oficial del Real Estelí.

Para 1990, el equipo de fútbol de la ciudad, el Real Estelí fundado en 1961, sobresale al ganar varios campeonatos nacionales, convirtiéndose así en uno de los equipos más importantes de la primera división nacional. Desde entonces, la tradicional afinidad de los estelianos y nicaragüenses en general por la pelota, se ha volcado hacia este deporte. El clásico nicaragüense del fútbol es entre Real Estelí y Caciques del Diriangén.

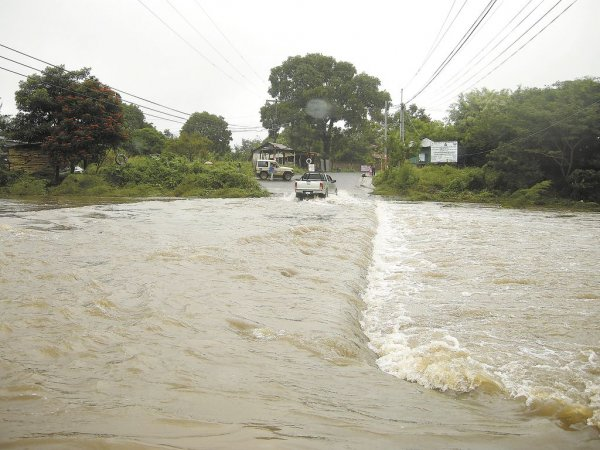
Desborde del Río Estelí durante el temporal lluvioso de 2011.

En 1998 el paso del Huracán Mitch por Nicaragua causó desastre total en Estelí, el Río Estelí recuperó su caudal inundando y destruyendo miles de casas a causa de las incesantes lluvias que alimentaban el caudal, la Escuela Normal Mirna Mairena ubicada a más de 200 metros del borde del río fue inundada por las aguas, la destrucción del puente Panamá Soberano que conectaba la zona central y este de la ciudad con la zona oeste fue un hecho que mostró la vulnerabilidad de la ciudad ante los desastres naturales, mientras el temporal lluvioso de 2011 que afectó a toda Centroamérica hizo estragos en Estelí, dejando incomunicada la ciudad ante el derrumbe del cerro conocido como "La Gavilana" sobre la carretera panamericana sur que conecta la ciudad de Estelí con el sur del país, actualmente la ciudad trabaja para hacer frente a los embates naturales.

### En elsigloXXI[10]
Durante la insurrección cívica acontecida el pasado 18 de abril de 2018, en la ciudad de Estelí se desarrolló la primera marcha pacífica el 20 de abril del mismo año, conformada por jóvenes estudiantes universitarios, trabajadores, niños, adultos entre otros; al llegar a la zona del Colegio San Francisco la marcha fue interrumpida por las provocaciones de los partidarios sandinistas y un grupo de fuerzas de choque de la Policía Nacional, quienes lanzaron una bomba de contacto desatando el caos que terminó en un conflicto a gran escala entre estudiantes desarmados y turbas sandinistas, policías con armas de grueso calibre y el ejército nacional en horas de la noche. Como resultado fallecieron los jóvenes Orlando Francisco Pérez Corrales y Franco Alexander Valdivia Machado, el primero muerto frente a la Alcaldía Municipal de Estelí con un disparo en el pecho y la barbilla, minutos más tarde Franco Valdivia murió de un disparo de francotirador desde la misma Alcaldía alcanzando la ceja derecha de este, además de incontables heridos, uno de estos fue César Castillo quien murió días después de ser herido de bala la noche del 20 de abril. Sus funerales se llevaron a cabo el día siguiente.
El 30 de mayo se llevó en Managua la llamada "Madre de todas las marchas" en demanda de justicia por los cientos de muertos que el estado había causado para esa fecha, ese día se celebra el día de la madre nicaragüense, otras marchas se llevaron a cabo en otras ciudades, Estelí entre ellas; nuevamente las fuerzas de choque del gobierno entre paramilitares irregulares y policías llevaron a cabo otra masacre, mientras en la capital fueron asesinados más de 10 jóvenes, en Estelí fallecieron de severos impactos de bala Cruz Alberto Obregón, Dodanim Jared Castilblanco Blandón, Mauricio López y Darwin Alexander Salcedo Vílchez. Cabe destacar que todas estas muertes continúan impunes debido a la falta de justicia de los familiares, muchos de ellos en el exilio debido a las amenazas de parte de los paramilitares en su mayoría excombatientes de guerra, policía y simpatizantes del gobierno de llevarlos a juicio por sus crímenes, documentados como crímenes de lesa humanidad documentados por el Grupo Interdisciplinario de Expertos Independientes (GIEI) de la Comisión Interamericana de Derechos Humanos, al igual que incontables grupos de defensa de derechos humanos a nivel nacional e internacional.

## Demografía
Estelí tiene una población actual de 131,971 habitantes. De la población total, el 47.4% son hombres y el 52.6% son mujeres. Casi el 85% de la población vive en la zona urbana.

## Descripción
Segundo, Estelí tiene a su alrededor pueblos, comarcas, municipios con nombres españoles como lo son San Pedro, Santa Cruz, San Nicolás, La Trinidad, San Juan de Limay, La Concordia, San Sebastián de Yalí, etc. Tercero, muchos de los apellidos en Estelí de los fundadores son del septentrión de Nicaragua y del norte de España inclusive Cantabria y el País Vasco.
Un investigador interpreta el significado de nombre como: Hermoso Valle a los ojos cuyas aguas vierten en el gran río cuyo lecho contiene obsidianas y mármol rojo.
Estelí, situada en un lugar privilegiado por su clima, entre montañas, a 844 m s. n. m., es una de las ciudades más frescas de Nicaragua por su clima templado del tipo monzónico de tierras altas, o subtropical seco pero bastante fresco. También cuenta en algunas zonas con clima tropical de sabana, modificado por las cordilleras y montañas que rodean a la ciudad. El municipio padece constantes alteraciones debido al avance de la agricultura y la deforestación.
Su diseño urbano de tablero y calles estrechas, como en casi todas las ciudades coloniales de América, se extiende por el valle, abriéndose paso entre las manzanas, plazas y jardines donde se ubican los edificios públicos como la Catedral, la Alcaldía y la plaza Mayor. Después de los bombardeos de 1978 y 1979 durante la insurrección de la ciudad, Estelí quedó parcialmente destruida, por lo que hoy en día muchas casas de coloniales han desaparecido para dar paso a construcciones contemporáneas donde se ubican negocios comerciales en su mayoría.
Como cabecera del departamento homónimo y principal ciudad setentrional del país, Estelí mantiene una actividad industrial y comercial elevada, llegando a ser la segunda ciudad más importante después de Managua en términos económicos. El departamento montañoso, guarda numerosos parajes naturales relevantes como el salto de la Estanzuela, que con sus más de 40 m de altura permite realizar increíbles saltos de altura, o la meseta de Moropotente con su máxima altura a 1460 m s. n. m. Otros atractivos como la reserva de Miraflor, el cerro de Tomabú y Quiabuc - Las Brisas, son importantes cotos forestales que han prevenido el avance agrícola.

## Clima
El clima de Estelí es de tipo templado, influido por los vientos que soplan del océano Pacífico y del Atlántico. La altitud también juega un papel importante, al estar a una altura media de 840 m s. n. m. Después de Jinotega, es la cabecera departamental que presenta las temperaturas más agradables en Nicaragua. De marzo a abril que comprende la estación seca es cuando se presentan las temperaturas más altas, oscilando por encima de los 20 °C por las noches y hasta los 35 durante el día. El resto del año hasta finales de noviembre las temperaturas bajan hasta los 30 °C. De diciembre a enero las temperaturas oscilan entre los 22 °C durante el día hasta alcanzar 16 en las noches y los 14 en lugares más altos. Según los registros históricos las temperaturas más bajas registradas en el municipio fueron de 5 °C en 1982 y 10 °C en el año 2010.
| Parámetros climáticos promedio de Estelí, Nicaragua | Parámetros climáticos promedio de Estelí, Nicaragua | Parámetros climáticos promedio de Estelí, Nicaragua | Parámetros climáticos promedio de Estelí, Nicaragua | Parámetros climáticos promedio de Estelí, Nicaragua | Parámetros climáticos promedio de Estelí, Nicaragua | Parámetros climáticos promedio de Estelí, Nicaragua | Parámetros climáticos promedio de Estelí, Nicaragua | Parámetros climáticos promedio de Estelí, Nicaragua | Parámetros climáticos promedio de Estelí, Nicaragua | Parámetros climáticos promedio de Estelí, Nicaragua | Parámetros climáticos promedio de Estelí, Nicaragua | Parámetros climáticos promedio de Estelí, Nicaragua | Parámetros climáticos promedio de Estelí, Nicaragua |
| Mes                                                 | Ene.                                                | Feb.                                                | Mar.                                                | Abr.                                                | May.                                                | Jun.                                                | Jul.                                                | Ago.                                                | Sep.                                                | Oct.                                                | Nov.                                                | Dic.                                                | Anual                                               |
| --------------------------------------------------- | --------------------------------------------------- | --------------------------------------------------- | --------------------------------------------------- | --------------------------------------------------- | --------------------------------------------------- | --------------------------------------------------- | --------------------------------------------------- | --------------------------------------------------- | --------------------------------------------------- | --------------------------------------------------- | --------------------------------------------------- | --------------------------------------------------- | --------------------------------------------------- |
| Temp. máx. media (°C)                               | 26                                                  | 28                                                  | 32                                                  | 33                                                  | 32                                                  | 28                                                  | 29                                                  | 28                                                  | 27                                                  | 27                                                  | 26                                                  | 26                                                  | 28.5                                                |
| Temp. mín. media (°C)                               | 14                                                  | 15                                                  | 16                                                  | 17                                                  | 18                                                  | 18                                                  | 18                                                  | 18                                                  | 18                                                  | 17                                                  | 16                                                  | 15                                                  | 16.7                                                |
| Precipitación total (mm)                            | 15                                                  | 5                                                   | 20                                                  | 46                                                  | 230                                                 | 245                                                 | 220                                                 | 240                                                 | 305                                                 | 305                                                 | 145                                                 | 40                                                  | 1816                                                |
| Fuente: BBC Weather                                 |                                                     |                                                     |                                                     |                                                     |                                                     |                                                     |                                                     |                                                     |                                                     |                                                     |                                                     |                                                     |                                                     |

## Recursos naturales
Geológicamente el municipio presenta secuencia de edades Mioceno o Cuaternarias que responden a rocas volcánicas del terciario y rocas sedimentarias del cuaternario, éstas proporcionan basalto, ignimbritas, andesitas y toba, arcillas montmorillonitas para materiales de construcción y objetos cerámicos.

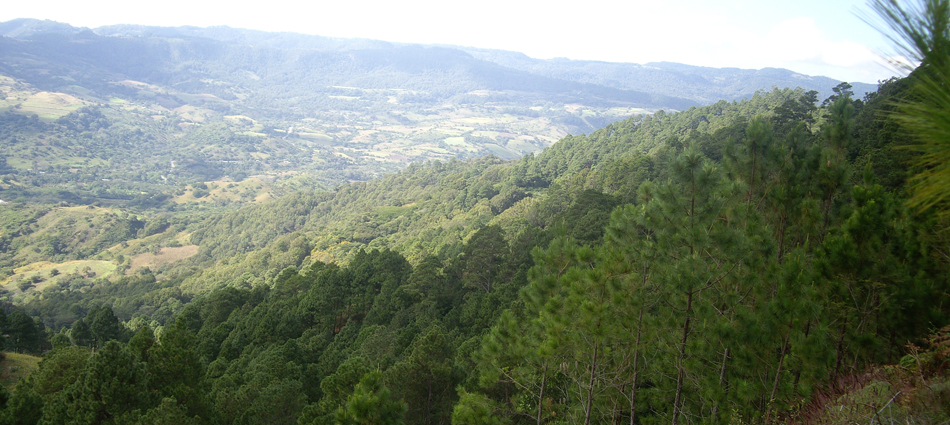
Cerro Tomabú de 1445 m s. n. m., cubierto de bosques de pino.

Tiene un relieve variado condicionado a las morfoestructuras que presenta el terreno; su punto más elevado es el cerro de la Fila (1608 m s. n. m.). Tiene topografía ondulada con elevaciones montañosas y mesetas de alturas considerables, sobresaliendo: La Fila (1608 m s. n. m.), Las Brisas (1603 m s. n. m.), Tisey (1550 m s. n. m.), Tomabú (1445 m s. n. m.), Peluca (1426,8 m s. n. m.), Majagual (1400 m s. n. m.), Lagunas (1388 m s. n. m.), Arrayán (1387 m s. n. m.), El Carao (1386 m s. n. m.), Agua Fría (1367 m s. n. m.), Santa Clara (1366,6 m s. n. m.), Moropotente (1339 m s. n. m.), Las Mesas (1300 m s. n. m.), El Pino (1275 m s. n. m.), Sabana Larga (1200 m s. n. m.), Bonete (1061 m s. n. m.).
Al municipio lo dividen tres zonas hidrográficas: la Vertiente del Pacífico (120 km²); la Vertiente del Atlántico (506 km²); y la Cuenca Lacustre (Lago Xolotlán) con 200 km² que conecta con el océano Atlántico por el río San Juan al sur.

### Flora
La vegetación del municipio es escasa, sabanera y achaparrada con algunas manchas de bosques de coníferas (Pinus oocarpa sp). Las formaciones vegetales son tres: húmedo, fresco húmedo y pluviselva (Miraflor).

### Fauna
La fauna de Estelí ha disminuido en las últimas décadas por el mal manejo de los habitantes, en las montañas. Alejadas de la zonas urbanas todavía se encuentran algunas especies como cusucos (armadillos), garrobos, zorros, perezosos, gran variedad de reptiles; aves, entre ellas las casi extintas lapas y loras.
Los sitios con mayor interés recreativo del municipio son el salto de la Estanzuela, el cerro Tisey y Miraflor.

## Atractivos
El paso de la Carretera Panamericana por Estelí ha permitido el auge de distintas industrias como la recreativa, que es notoria en la ciudad. Estelí, al estar rodeada por montañas y ríos y a una altitud de más de 840 m s. n. m., presenta un variado ecosistema.

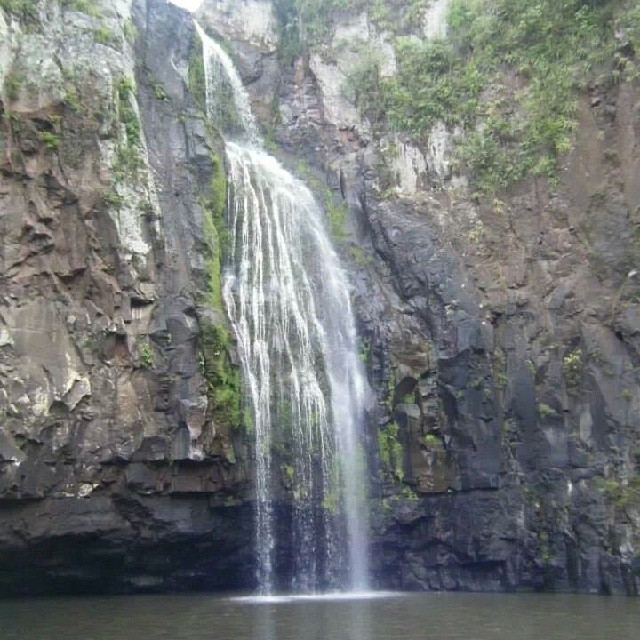
Salto de la Estanzuela.

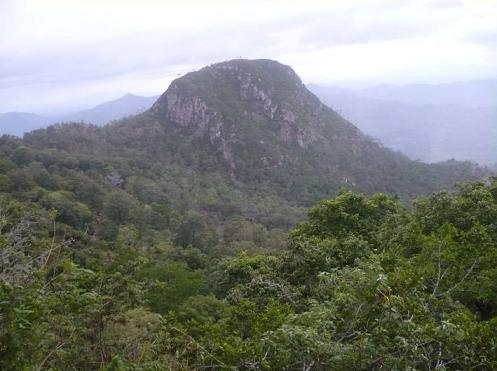
Cerro Apaguajil, dentro de la Reserva natural Tisey-La Estanzuela.

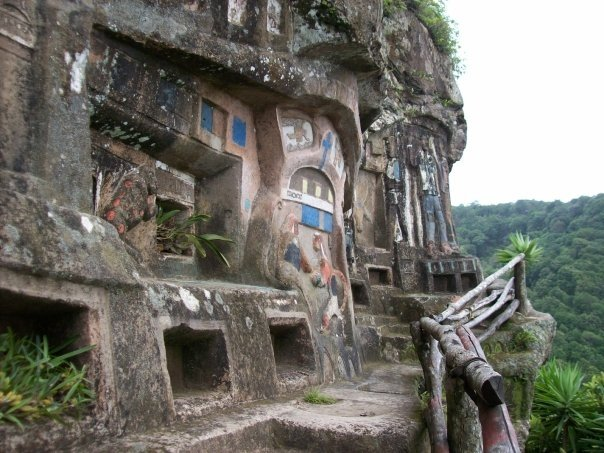
Figuras talladas en piedra en la finca "El Jalacate".

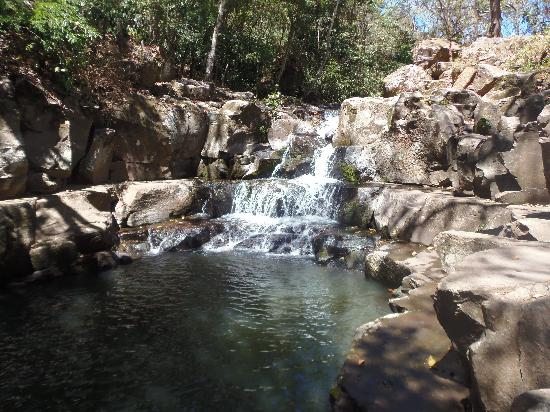
Cascada en la reserva de Miraflor.

Además de la ciudad en sí, se pueden visitar otros lugares como el salto de la Estanzuela, La Casita, la reserva natural Tisey-La Estanzuela, las piedras de la finca "El Jalacate", las cuevas del cerro Tomabú, la reserva de Miraflor y tabacales aledaños, entre otros. Estelí posee una geografía idónea para el paseo ecológico y de aventura, e igualmente el visitante puede conocer la historia del municipio en el museo municipal o en el de Héroes y Mártires.

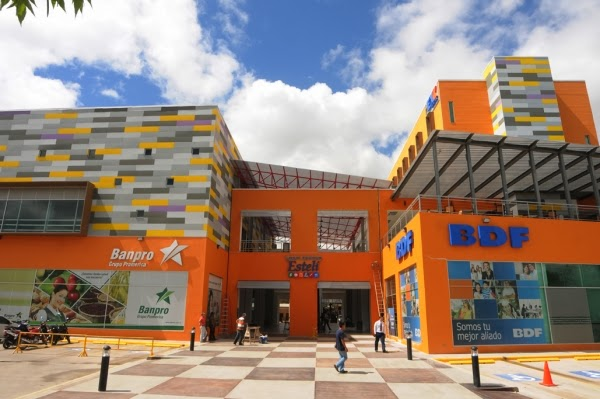
Multicentro Estelí, símbolo del crecimiento económico de la ciudad.

A la vez, la ciudad presenta una amplia gama hospedera, desde pequeños hostales para familias y mochileros hasta hoteles para viajeros de negocios. Posee muchas cafeterías, restaurantes, supermercados, entidades bancarias, centros comerciales, discotecas, bares, y una animada vida nocturna entre otros, que hacen de Estelí una ciudad completa para el visitante, tanto del país como de fuera de este.

## Economía

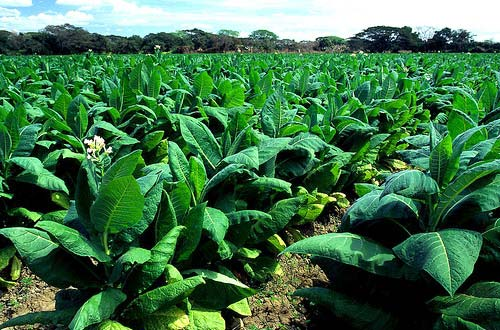
Plantación de tabaco, principal rubro exportador de Estelí.

La economía del municipio es diversificada, después de quedar en ruinas durante los años de guerra en el país, Estelí ha resurgido para convertirse en una potencia económica nacional, su principal rubro de exportación es el tabaco que es cultivado en los al rededores del valle, en la ciudad se encuentran más de 10 fábricas que procesan este producto que está considerado entre los mejores del mundo. Desde el año 2012 se realiza en Estelí, el Festival del Tabaco "Puro Sabor" que reúne a más de 150 amantes del tabaco de todo el mundo para degustar el sabor de los puros estelianos.
La agricultura y la ganadería son actividades que al desarrollo local, regional y nacional, existen un sinnúmero de fincas que aportan a la producción nacional de hortalizas, frutas, café, ganado y leche. Otro sector importante en la economía local es el sector construcción; debido al acelerado la construcción de nuevos edificios, casas, estructuras e infraestructuras son parte activa de la vida diaria del municipio, además del comercio y el turismo, ya que la ciudad es un punto obligado del paso de la carretera panamericana; esto ha permitido un rápido incremento de sucursales de distintas empresas nacionales e internacionales, entre bancos, tiendas, ferreterías, restaurantes, hoteles, clínicas entre otros.

## Política
La política de la ciudad estuvo a cargo del partido gobernante del dictador Anastasio Somoza hasta el 16 de julio de 1979. Desde esa fecha histórica, Estelí ha sido dominado por el partido político FSLN, que ha ganado las elecciones de la alcaldía de Estelí. De igual forma a como lo consideraba el dictador Somoza, el partido FSLN considera a Estelí un bastión de su política.

## Cultura
Entre el folklor de Estelí se encuentran los bailes polcas, valces y mazurcas, tradicionales bailes de los departamentos setentrionales de Nicaragua; también la poesía, la leyenda, la danza: El ballet folclórico flor de pino es muy representativo de la ciudad ya que se caracteriza por su multiculturalidad en sus bailes como lo son la polka, el vals, y mazurcas o danzas norteñas muy representativas de la ciudad, y la pintura que se encuentran en casi todos los sitios de la ciudad como escuelas, parques, plazas, entre otros lugares, Estelí es también reconocida como la ciudad del muralismo.
En la mazurca se destacan: don Felipe y sus Cachorros, Teito Flores, Alfredo Quintero, y Noel Pérez Urbina – de quien la canción Estelí se ha convertido en himno de la ciudad.
La cultura popular esteliana está llena de leyendas, como la más popular "La Mocuana".
Un nuevo nombramiento para la ciudad de Estelí, fue el de la "Ciudad de los murales", por la presencia de estos en la ciudad, realizados por jóvenes y niños del Taller de Muralismo FUNARTE; por esto se le otorgó el récord Guinnes conseguido por el mural de tiza más largo del mundo.
En el mes de diciembre se celebran las hípicas del municipio de Estelí, siendo estas las últimas que se celebran en el país. Para conocer más acerca de la cultura e historia esteliana, el museo de arqueología Dr. Alejandro Dávila Bolaños, situado en la concurrida plaza de Domingo Gadea, es un lugar idóneo que ofrece el recorrido por las distintas salas en donde se exhiben petroglifos indígenas, puntas de lanzas, restos de animales que vivieron hace decenas de miles de años, artefactos históricos de personalidades reconocidas de la ciudad así como donaciones de personas como una armadura inglesa o una espada persa.

## Religión

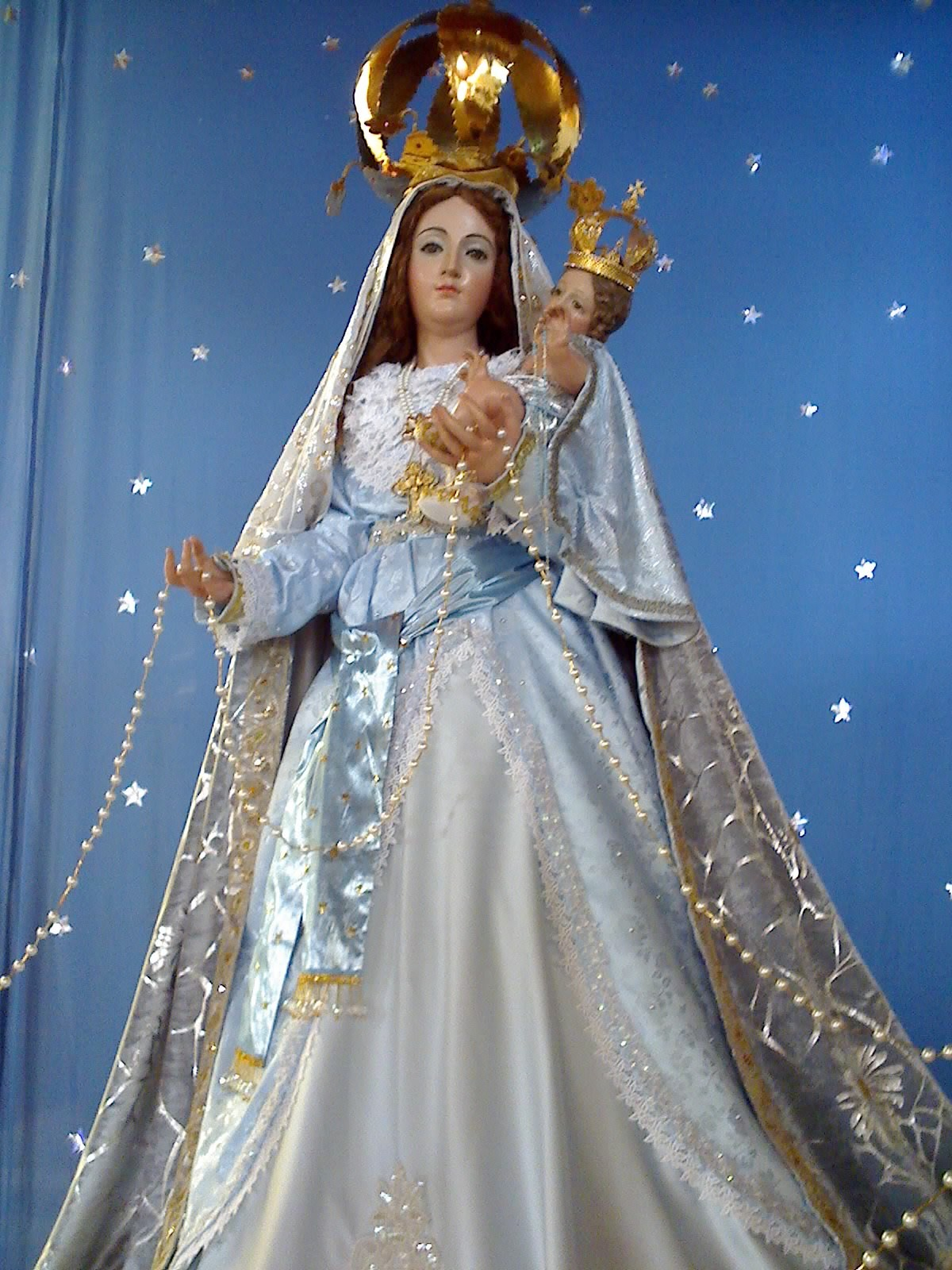
Imagen de Nuestra Señora del Rosario, patrona de Estelí.

La patrona de la Diócesis de Estelí es la Virgen de Nuestra Señora del Rosario de procedencia española. La imagen es una talla en madera que data del siglo XVII según las crónicas y anales de la ciudad. La imagen ha acompañado a los estelianos en cada uno de los traslados de la ciudad desde la Villa de San Antonio de Pavia hasta el asentamiento actual.
La ciudad de Estelí está dedicada a la advocación del Niño Jesús. Por tanto, las fiestas patronales civiles son durante el mes de diciembre y las religiosas en el mes de octubre; esto ha ayudado a que las fiestas religiosas sean de las más ordenadas expresiones religiosas del país, evitando que los hípicos de la ciudad que se celebren al mismo tiempo que las fiestas religiosas de diciembre, a diferencia de la mayoría de ciudades en Nicaragua.

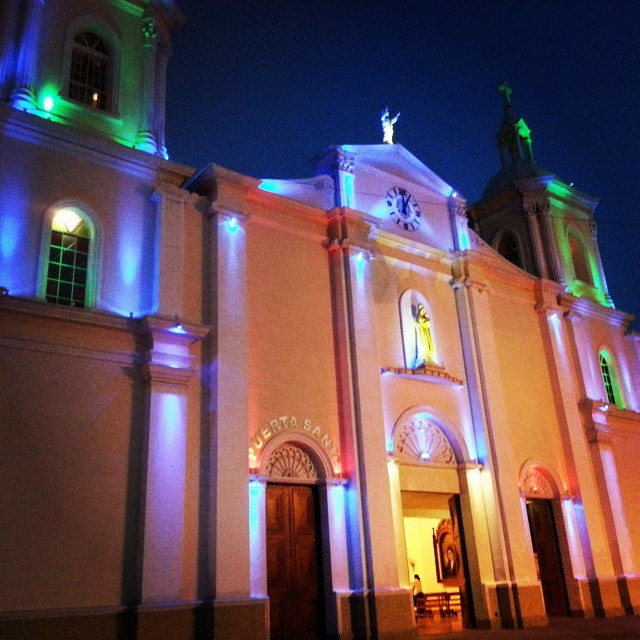
Catedral de Estelí durante la noche.

La sede de la Diócesis de Estelí está ubicada en la Catedral del Rosario de dicha ciudad, gozando de esplendor y elegancia, sobre todo debido a las restauraciones realizadas después de la guerra civil de 1980-1990. En la actualidad es una de las catedrales con mayores trabajos interiores en madera preciosa en sus retablos y óleos.

## Transporte
Para llegar a la ciudad se debe de seguir la carretera panamericana que conduce a la frontera con El Espino en Madriz o Las Manos en Nueva Segovia, la ciudad presenta un excelente sistema de carreteras y calles que atraviesan las principales avenidas, por lo cual el automóvil y la motocicleta son los medios de transporte más utilizados por los particulares, además del servicio de taxis y urbanos, que son los buses que cubren las distintas rutas que atraviesan la ciudad.
Estelí se conecta con el resto de la zona norte; existen dos terminales de buses que conducen hacia las comunidades del norte del país, los municipios del departamento como Condega, San Juan de Limay y Pueblo Nuevo, también hacia los departamentos de Madriz, Nueva Segovia, Jinotega y el servicio de buses interlocales a León y algunos buses hacia Managua, todo esto en la terminal norte ubicada sobre la carretera panamericana; mientras en la terminal sur, hay buses hacia los municipios de San Nicolás, La Trinidad y hacia los departamentos de Matagalpa, Managua y León.

## Educación

### Primaria y Secundaria

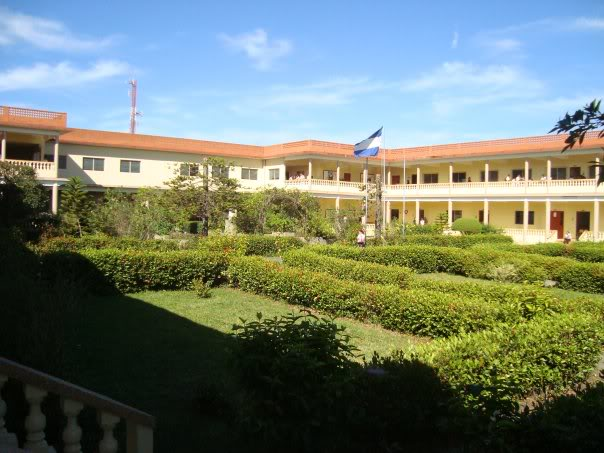
Colegio Nuestra Señora del Rosario.

En el casco urbano de la ciudad existen colegios que brindan la educación preescolar, primaria y secundaria a la comunidad estudiantil de la ciudad y su entorno, además de colegios en la zona rural de las comunidades lejanas del casco urbano. El Colegio Nuestra Señora del Rosario (CNSR) el Instituto Nacional Francisco Luis Espinoza (INFLE) y el Instituto Nacional Profesor Guillermo Cano Balladares (INPGCB), conocido antes como la anexa son los colegios más antiguos de la ciudad, actualmente existen más de 20 colegios de primaria y secundaria, en donde la mayoría son privados y algunos son públicos.

### Universitaria
Hay varias universidades en Estelí, por ser una ciudad de importancia estratégica en Nicaragua, Estelí atiende a una gran comunidad universitaria local al igual que de otros departamentos del país, en particular los de la zona norte de Nicaragua, la más antigua es la Universidad Católica del Trópico Seco (UCATSE) que pertenece a la Diócesis de Estelí y está dirigida por Monseñor Juan Abelardo Mata Guevara, Obispo de la Diócesis de Estelí. Esta universidad tiene su origen en la Escuela de Agricultura de Estelí, fundada por el Padre Francisco Luis Espinoza, quien fuera asesinado en 1978 por la Guardia Nacional de Somoza junto al empresario José Norberto Briones.
La Universidad Nacional Autónoma de Nicaragua (UNAN) inauguró en 1979 el Centro Universitario Regional del Norte, ahora llamada Facultad Regional Multidisciplinaria (FAREM-Estelí). En el año 2005 se abrió una sede de la Universidad Nacional de Ingeniería (UNI) que se ubicó en la hacienda llamada El Higo, a kilómetro y medio de la ciudad, siendo estas las tres principales universidades del municipio atendiendo una comunidad universitaria de más de seis mil estudiantes en sus diferentes carreras y modalidadades. 
También existen sedes de Universidad Politécnica de Nicaragua (UPOLI), Universidad Popular de Nicaragua (UPONIC), Universidad del Norte de Nicaragua (UNN), Universidad Martin Luthero (UML) Universidad de América Latina (UNIVAL), Universidad de Ciencias Médicas (UCM), Universidad Central de Nicaragua (UCN), Universidad Cristiana Autónoma de Nicaragua (UCAN) Universidad Rubén Darío (URD) y la Universidad de Occidente (UDO).

## Hermanamientos
Tienen tres ciudades hermanadas con:
| - Delft (Países Bajos) | - Linköping (Suecia) | - Sheffield (Reino Unido) |